# Лобовський Володимир Іванович
Володимир Іванович Лобовський (21 липня 1945, місто Тюмень, тепер Російська Федерація) — радянський діяч, наладчик верстатів, майстер цеху Тюменського суднобудівного заводу імені 60-річчя Союзу РСР. Член ЦК КПРС у 1990—1991 роках.

## Життєпис
У 1960 році закінчив Тюменське ремісниче училище № 1.
У 1962—1964 роках — токар Тюменського суднобудівного заводу.
З 1964 по 1967 рік служив у Радянській армії.
У 1967—1969 роках — електромонтер, у 1969—1980 роках — токар Тюменського суднобудівного заводу.
У 1969 році закінчив середню школу робітничої молоді в Тюмені.
Член КПРС з 1972 року.
У 1980—1991 роках — наладчик верстатів з числовим програмним управлінням Тюменського суднобудівного заводу імені 60-річчя Союзу РСР.
З 1991 року — майстер цеху Тюменського суднобудівного заводу імені 60-річчя Союзу РСР.
Подальша доля невідома.